# Вечный мир (фильм)
«Вечный мир» (англ. An Everlasting Piece) — кинофильм режиссёра Барри Левинсона, вышедший на экраны в 2000 году.

## Сюжет
Действие происходит в Белфасте в 1980-е годы. Молодой католик Колм О’Нил устраивается на работу парикмахером в психиатрическую лечебницу, где его напарником становится странноватый протестант по имени Джордж. Им хватает нескольких дней, чтобы достичь взаимопонимания, и договориться об основании своего собственного дела: они узнают о появлении в сумасшедшем доме свихнувшегося изготовителя париков Скальпера и получают от него список клиентов. Вскоре на них выходит крупная британская компания, которая предлагает им стать её представителем на местном рынке париков. Для этого им необходимо обойти серьёзного конкурента и к определённому сроку продать больше товара, чем соперники. Колм и Джордж начинают напряжённо работать, однако всё меняется, когда они продают парик одному из членов ИРА.

## В ролях
- Барри Макэвой — Колм О’Нил
- Брайан Ф. О’Бирн — Джордж
- Анна Фрил — Брона
- Полин Маклинн — Герти
- Рут Маккейб — миссис О’Нил
- Лоуренс Кинлан — Микки
- Билли Коннолли — Скальпер
- Дес Макалир — мистер Блэк
- Колум Конви — член ИРА
- Энда Оутс — детектив